# Болеслав Твардовський
Болеслав Твардо́вський (пол. Bolesław Twardowski 18 лютого 1864, Львів — 22 листопада 1944 там само) — архієпископ РКЦ, митрополит львівський (3 серпня 1923 — 22 листопада 1944). Двоюрідний брат філософа Казимира Твардовського.

## Біографія
У Львові навчався у початковій і середній школі. 1882 року склав екзамени і поступив до Львівської римо-католицької духовної семінарії, розпочавши водночас навчання теології у Львівському університеті. 25 липня 1886 року прийняв духовний сан, через посвяту митрополитом львівським, архієпископом Северином Моравським. Два роки навчався у Папському Григоріанському університеті у Римі (вивчав канонічне право). У 1888 році отримав ступінь доктора канонічного права. Під час навчання у Римі потоваришував із ксьондзом Юзефом Більчевським, котрий в той час вивчав християнську археологію. Повернувшись із закордону, був призначний префектом Львівської духовної семінарії, а через кілька років — канцлером метрополітальної курії.
У 1902—1918 роках був пробощем Тернополя. Брав активну участь у спорудженні в місті нового парафіяльного костелу. 14 вересня 1918 номінований на львівського суфрагана. 12 січня 1919 відбулася консекрація на єпископа у Львівській катедрі (дещо спізнена через Українсько-польську війну), прийняв обов'язки генерального вікарія, віце-президента Центрального керівництва Інституту убогих, а також ректора Львівської духовної семінарії. 22 березня 1923, за два дні по смерті архієпископа Юзефа Більчевського, метрополітальна капітула обрала Твардовського капітульним вікарієм.
3 серпня 1923 отримав із апостольської столиці номінаційну буллу із призначенням його львівським архієпископом латинського обряду. 11 листопада 1923 відбувся урочистий інґрес до митрополичої базиліки в супроводі львівського вірменсько-католицького архієпископа Йосифа Теодоровича, єпископа краківського Адама Стефана Сапіги, перемиського єпископа Юзефа Себастьяна Пельчара, єпископа каменецького Пйотра Маньковського, єпископа тарновського Ленона Валенги, а також промоційних єпископів: краківського — Антона Новака, перемиського — Кароля Юзефа Фішера і тарновського — Едварда Комара.
Під керівництвом архієпископа Твардовського у Львівській архідієцезії до 1935 року збудовано 27 парафіяльних костелів, почато будівництво — чотирьох, 19 — відновлено. Найбільшим досягненням у будівництві храмів був Костел Матері Божої Остробрамської, збудований у 1931—1934 роках. Був не тільки ініціатором, але і фундатором будівництва костелу.
Був сподвижником і пропагандистом ідей так званої Католицької акції, надавав великого значення харитативній діяльності церкви, у часи економічної кризи вів активну діяльність з метою подолання безробіття і голоду у львівській архідієцезії, був рішучим противником участі духовенства у політичному житті (1935 року заборонив духовенству виставляти кандидатури на найближчих парламентських виборах).
16 листопада 1924 Львівський університет надав Твардовському статус почесного доктора. Ректор Юлій Макаревич у своїй промові підкреслив, що цей почесний титул митрополит отримав як визнання його діяльності пов'язаної із утриманням і примноженням християнських і польських цінностей у Львівській архідієцезії.
Співпрацював з польською санаційною владою у справі полонізації та деукраїнізації Галичини. Кореспондував із греко-католицьким духовенством, а зокрема із Митрополитом Андреєм Шептицьким у справах Волинської трагедії. У другій половині грудня 1939 року був позбавлений резиденції при вулиці Чарнецького 32 (нині вул. Винниченка), певний час проживав у домі отців місіонерів на вулиці Дверницького (нині вул. Свєнціцького). Повернувся у архієпископський палац 16 липня 1941. Прогресуюча хвороба призвела до того, що митрополит більшість керівних функцій склав на єпископа-помічника Евгеніуша Базяка, котрий від 26 квітня 1944 року виконував функцію коад'ютора із правом наступництва.
Помер 22 листопада 1944 року у Львові. Був похований згідно із його бажанням у крипті Костелу Матері Божої Остробрамської. Натомість серце згідно з його волею вміщене у стіні хору Монастиря Кармеліток у Львові. У радянський час (приблизно у 1947—1948) останки перенесено до крипти в підземеллях Латинської катедри у Львові. Серце митрополита вивезене разом із черницями до Влоцлавека.